# Carolina Bono
Carolina Bono (* 14. Juli 2000 in Buenos Aires, Argentinien) ist eine argentinische Handballspielerin, die für die argentinische Nationalmannschaft aufläuft.

## Karriere

### Im Verein
Bono spielte für den argentinischen Verein SAG Villa Ballester. Im Dezember 2019 schloss sie sich dem spanischen Drittligisten Club Balonmano Bolaños an. Im darauffolgenden Sommer wechselte die Rückraumspielerin zum spanischen Erstligisten Club Balonmano Elche. Mit Elche gewann sie im Jahr 2021 die Copa de la Reina. Seit der Saison 2021/22 steht sie beim Erstligisten Club Balonmano Porriño unter Vertrag.

### In Auswahlmannschaften
Bono nahm mit der argentinischen Jugendnationalmannschaft an der U-18-Weltmeisterschaft 2018 teil, bei der sie mit 42 Treffern den 16. Platz in der Torschützinnenliste belegte. Seit dem Jahr 2023 gehört sie dem Kader der argentinischen Nationalmannschaft an. Bei den Panamerikanischen Spielen 2023 in Santiago de Chile gewann sie die Silbermedaille. Weiterhin lief sie im selben Jahr für Argentinien bei der Weltmeisterschaft auf, die Argentinien auf dem 20. Platz abschloss. Bono erzielte in Turnierverlauf zwölf Treffer.

## Sonstiges
Ihre Geschwister Nicolás Bono, Fernando Bono und Gonzalo Bono spielen ebenfalls Handball.